# Barrali
Barrali (sardinski: Barràbi) je grad i općina (comune) u Južnoj Sardiniji u regiji Sardiniji, Italija. Nalazi se na nadmorskoj visini od 140 metara i ima populaciju od 1 128 stanovnika.
 Prostire se na teritoriju od 11,23 km2 s gustoćom naseljenosti od 100,45 st/km2.